# Chasmatosuchus rossicus
Il casmatosuco (Chasmatosuchus rossicus) è un rettile estinto, appartenente agli arcosauriformi. Visse nel Triassico inferiore (Olenekiano, circa 248 - 246 milioni di anni fa) e i suoi resti fossili sono stati ritrovati in Russia.

## Descrizione
I resti fossili di Chasmatosuchus sono molto frammentari e non permettono una ricostruzione dettagliata dell'animale, anche se dal raffronto con i fossili di altri animali simili (ad esempio Proterosuchus) è stato possibile ipotizzarne l'aspetto. È probabile che il corpo di questo animale fosse abbastanza simile a quello di un coccodrillo, con arti brevi posti ai lati del corpo e mascelle allungate. La lunghezza doveva aggirarsi intorno ai due metri. Le vertebre cervicali sono caratterizzate da costole a tre teste.

## Classificazione
Chasmatosuchus rossicus venne descritto per la prima volta da Friedrich von Huene nel 1940, sulla base di due vertebre cervicali posteriori rinvenute nella zona di Vakhnevo (Vologda) in Russia. Lo studioso ritenne che questo animale fosse simile a Chasmatosaurus del Sudafrica (ora noto come Proterosuchus). Studi successivi, basati su altri resti isolati, indicarono che Chasmatosuchus potesse essere più vicino agli eritrosuchidi, un gruppo di arcosauriformi di grandi dimensioni e dalle caratteristiche morfologiche più avanzate rispetto a Proterosuchus (Ochev, 1978). Altri studiosi, invece, hanno confermato l'ipotesi di Huene, seppur con qualche dubbio (Charig e Sues, 1976; Sennikov, 1995). Altre specie attribuite a Chasmatosuchus (C. parvus, C. vjushkovi, C. magnus) sono basate su resti frammentari che si sono poi rivelati appartenere ad altri cladi. 